# Майстри жахів
«Майстри жахів» (англ. Masters of Horror) — американський телесеріал, створений режисером Міком Гаррісом для кабельного телеканалу Showtime. Серіал складається з кількох телевізійних фільмів жахів, знятих майстрами цього жанру. При створенні окремих епізодів канал виділяв фінансування від 1 до 4 мільйонів, проте вибір сюжету та його реалізація надавалися самим режисерам. Спецефектами для всього серіалу займався Грегорі Нікотеро — людина, відома у сфері виробництва фільмів жахів. Серіал демонструвався на телебаченні з 28 жовтня 2005 року по 2 лютого 2007 року.
Слогани:
- «Їхні найсміливіші мрії — ваші найгірші кошмари» (1 сезон).
- «Час здобичі» (2 сезон).

## Історія створення
У 2002 році режисер Мік Гарріс запросив кількох своїх знайомих колег на неформальну вечерю в ресторан у Лос-Анджелесі. Оригінальну десятку запрошених «майстрів» склали такі визнані режисери фільмів жахів, як Джон Карпентер (Хелловін, Щось), Ларрі Коен (Воно живе, Штучка), Дон Коскареллі (Фантазм, Бубба Хо-Теп), Джо Данте (Виття, Гремліни), Ґільєрмо дель Торо (Хронос, Хребет диявола), Стюарт Гордон  (Реаніматор, З іншого виміру), Тоуб Хупер (Техаська різанина бензопилою, Полтергейст), Джон Лендіс (Американський перевертень у Лондоні, Сутінкова зона), Вільям Мелоун (Створіння, Будинок нічних примар) та сам Гарріс. Вечеря справила на режисерів неймовірно сприятливе враження завдяки дружній нічній атмосфері, розбавленій гумором та взаємним захопленням робіт один одного. Назву зустрічі дав Ґільєрмо дель Торо, який передав сусідній відвідувачці, яка святкувала у ресторані свій день народження, привітання «від Майстрів Жахів».
Згодом Гарріс організовував інші регулярні вечері з цією групою та запрошував інших режисерів жахів та інших жанрів, зокрема Даріо Ардженто, Елая Рота, Веса Крейвена, Девіда Кроненберга, Тіма Саллівана, Роба Зомбі, Браяна Сінгера, Фреда Деккера, Вільяма Лустіга, Лакі Маккі, Ернест Дікерсон, Кетт Ши, Квентіна Тарантіно, Роберта Родрігеса, Джеймса Ганна, Мері Ламберт, Тома Голланда, Пітера Медака, Тая Веста, Ллойда Кауфмана та інших.
У 2005 році Мік Гарріс вирішив розвинути ідею цих зустрічей, придумавши та запустивши у виробництво однойменну телевізійну антологію фільмів жахів, написаних та зрежисованих визнаними «майстрами» жанру. Вперше антологія дебютувала США на кабельному телеканалі Showtime. У деяких закордонних країнах фільми серіалу також були показані в кінотеатрах.
Серіал дебютував із чудовими відгуками в США 28 жовтня 2005 року з прем’єрним епізодом «Подія на гірській дорозі», написаний у співавторстві та зрежисований Доном Коскареллі за оповіданням Джо Р. Ленсдейла. Прем’єри нових епізодів виходили в ефір щоп’ятниці о 22:00. Проєкт деякий час супроводжував успіх та популярність серед глядачів, що дозволило випустити два сезони. Шоу відбулося у форматі антології, де кожна серія показувала одногодинний фільм, знятий відомим режисером фільмів жахів. У 2009 році Chiller почав транслювати шоу в недільній вечірній лінійці, а у 2010 році Reelz Channel — транслював епізоди у відредагованому форматі (попри збереження рейтингу TV-MA) і з рекламою.

## Список епізодів

### 1 сезон
| Епізод | Режисер        | Назва                    | Короткий зміст |
| ------ | -------------- | ------------------------ | --- |
| 1      | Дон Коскареллі | Подія на гірській дорозі | Молода жінка, потрапивши до рук серійного вбивці, примудряється розправитися з ним. У цьому їй допомагають навички, отримані від спілкування з колишнім чоловіком. Екранізація однойменного оповідання Джо Ленсдейла.                                                                                           |
| 2      | Стюарт Гордон  | Сни в будинку відьом     | Студент коледжу виявляє змову потойбічних сил з метою принести в жертву дитини сусідки. За мотивами короткого оповідання Г. Ф. Лавкрафта. |
| 3      | Тоуб Гупер     | Танець мерців            | Світ після ядерної війни. Проте не всі мертві остаточно померли. Вони не становлять небезпеки для живих, і живі використовують їх для своїх розваг. Якось головна героїня бачить на сцені бару тіло своєї сестри.                                                                                               |
| 4      | Даріо Ардженто | Дженіфер                 | Поліціянт рятує життя дівчини, чиє обличчя страшенно понівечене, від рук божевільного безхатьки. Дівчина виявляється розумово відсталою людожеркою. З жалю коп доглядає її, між ними зав'язується сексуальний зв'язок. Поступово своїми вчинками вона руйнує його життя, перетворюючи на такого ж божевільного. |
| 5      | Мік Гарріс     | Шоколад                  | Нещодавно розлучений молодик починає відчувати світ через почуття жінки, з якою він ніколи не зустрічався. |
| 6      | Джо Данте      | Повернення додому        | Політична сатира: солдати, які загинули в Іраку, повертаються до життя, щоб взяти участь у президентських виборах. За мотивами оповідання «Смерть і права виборців» Дейла Бейлі. |
| 7      | Джон Лендіс    | Жінка-олень              | У цій комедії жахів поліціянт-детектив розслідує серію жорстоких вбивств, скоєних стародавньою істотою з індіанської міфології. |
| 8      | Джон Карпентер | Цигарковий опік          | Виконуючи замовлення багатого клієнта, детектив шукає єдину копію фільму, перегляд якого призводить до масових вбивств. |
| 9      | Вільям Мелоун  | Світловолоса дитина      | Дівчина-підліток, яка є ізгоєм у своєму середовищі, викрадена дивною парою і замкнена у підвалі з їхнім сином, в якого є темна таємниця. |
| 10     | Лакі Маккі     | Дивна дівчина            | Жінка-ентомолог виявляється залученою до сексуального зв'язку з дивною дівчиною. Водночас вона вивчає рідкісну комаху, не підозрюючи, якими будуть наслідки цього дослідження. |
| 11     | Ларрі Коен     | Підвезіть мене           | Змагання двох серійних убивць, які «промишляють» на трасі. За мотивами оповідання Девіда Дж. Шоу. |
| 12     | Джон Макноутон | Історія Хеккеля          | ХІХ століття. Хлопець, який поспішає до хворого батька, шукає притулку у віддаленому маєтку. Він і не підозрює, що буде залучений до зловісної оргії зомбі. |
| 13     | Такасі Мііке   | Відбиток                 | ХІХ століття. Американський мандрівник шукає в Японії повію, з якою мав романтичні стосунки. Інша повія начебто намагається йому допомогти, однак у результаті іноземець виявляється залученим до вкрай неприємної ситуації.                                                                                    |

Епізод 4, «Дженіфер», випадково став доступним для вибраної аудиторії одночасно з епізодом 2, «Сни в будинку відьом». Епізод був вирізаний через графічне насильство під час його початкової телетрансляції. Вирізані сцени можна переглянути лише в повнометражному фільмі окремо від фільму на DVD-випуску R1.
Епізод 13, «Відбиток», прем'єра якого спочатку була запланована на 27 січня 2006 року, була відкладена Showtime через сумніви щодо змісту. Мік Гарріс, творець і виконавчий продюсер серіалу, охарактеризував цей епізод як «найбільш тривожний фільм, який я коли-небудь бачив». Він доступний лише на DVD та Blu-ray від Anchor Bay Entertainment разом з рештою епізодів першого сезону. «Відбиток» показаний у Великобританії на Bravo (7 квітня 2006).